# Operacija Northwoods
Operacija Northwoods je bio naziv predložene operacije pod lažnom zastavom protiv Castrovog režima na Kubi, predložen od strane Ministarstva obrane i načelnika glavnog stožera tijekom 1962. godine. Prijedlog je zahtijevao od CIA-je ili američkih agenata da vrše terorističke napade protiv američkih civilnih i vojnih ciljeva te da za to okrive kubanski režim, što bi opravdalo pokretanje rata protiv Kube. Prijedloge je odbila Kennedyjeva administracija.
U vrijeme formiranja prijedloga, Fidel Castro je tek bio konsolidirao vlast na Kubi, gdje je uveo komunizam. Prijedlog je uključivao i kumulaciju javne potpore ratu protiv Kube, koja bi bila optužena za niz protuameričkih, terorističkih čina koje bi zapravo izvršavali američki agenti, (tzv. operacije pod lažnom zastavom). U ovom su periodu prijedlozi Operacije Northwoods uključivali otmice i bombaške napade te implementaciju lažnih dokaza koji bi potvrđivali upletenost službene Kube. 
Plan je navodio: 
Željeni ishod ovoga plana bio bi stavljanje Sjedinjenih Država u insinuirani položaj zemlje koja trpi obranjive probleme od ishitrene i neodgovorne kubanske vlade i razvijanje međunarodne slike o kubanskoj prijetnji miru na zapadnoj hemisferi.
U izvorni plan Operacije Northwoods uključeni su i brojni drugi elementi, poput stvarnih ili simuliranih napada na američke vojne i civilne ciljeve. Operacija je pradlagala stvaranje "kampanje straha od kubanskog komunizma na području Miamia, drugih gradova na Floridi pa čak i u Washingtonu".
Plan su izradili načelnici glavnog stožera, potpisao ga je general Lyman Lemnitzer, nakon čega je poslan ministru obrane, Robertu McNamari. Iako je bila dio šireg, protukomunističkog kubanskog projekta Sjedinjenih Država, Operacija Northwoods nikada nije formalno prihvaćena; načelnici su ju odobrili, ali ju je u konačnici odbacio predsjednik John F. Kennedy. Prema trenutno dostupnoj dokumentaciji, nijedna akcija pod okriljem Operacije Northwoods nikada nije provedena.

## Vanjske poveznice
- The Full Operation Northwoods document  Arhivirana inačica izvorne stranice od 8. listopada 2008. (Wayback Machine) in both JPEG and fully searchable HTML format.
- High resolution scans from the National Archives, main pages: 1  Arhivirana inačica izvorne stranice od 13. kolovoza 2008. (Wayback Machine), 2  Arhivirana inačica izvorne stranice od 13. kolovoza 2008. (Wayback Machine), 3  Arhivirana inačica izvorne stranice od 13. kolovoza 2008. (Wayback Machine), 4  Arhivirana inačica izvorne stranice od 13. kolovoza 2008. (Wayback Machine), 5  Arhivirana inačica izvorne stranice od 13. kolovoza 2008. (Wayback Machine)
- Scott Shane and Tom Bowman with contribution from Laura Sullivan, "New book on NSA sheds light on secrets: U.S. terror plan was Cuba invasion pretext," Baltimore Sun, 24. travnja 2001.
- Ron Kampeas, "Memo: U.S. Mulled Fake Cuba Pretext," Associated Press (AP), 25. travnja 2001.
- Bruce Schneier, "'Body of Secrets' by James Bamford: The author of a pioneering work on the NSA delivers a new book of revelations about the mysterious agency's coverups, eavesdropping and secret missions,"  Arhivirana inačica izvorne stranice od 9. prosinca 2004. (Wayback Machine) Salon.com, 25. travnja 2001.
- David Ruppe, "U.S. Military Wanted to Provoke War With Cuba; Book: U.S. Military Drafted Plans to Terrorize U.S. Cities to Provoke War With Cuba," ABC News, 1. svibnja 2001.
- "The Truth Is Out There—1962 memo from National Security Agency," Harper's Magazine, srpanj 2001
- Chris Floyd, "Head Cases," Moscow Times, 21. prosinca 2001, pg. VIII; also appeared in St. Petersburg Times, Issue 733 (100), 25. prosinca 2001  Arhivirana inačica izvorne stranice od 30. rujna 2007. (Wayback Machine).
- National Security Archive, "Pentagon Proposed Pretext for Cuba Invasion in 1962", 30. travnja 2001.